# Други митридатски рат
Други митридатски рат вођен је у периоду од 83. до 81. п. н. е. између Римске републике и Понтског краљевства. Овај рат је део Митридатских ратова и завршен је победом Митридата VI.

## Рат
Други Митридатски рат је започео нападом римског гувернера Луција Лицинија Мурене на Понт. Напад је оправдао наводном Митридатовом мобилизацијом нове војске у сврху реванша за недавно изгубљени Први митридатски рат. Римска војска је доживела велики неуспех. Веће последице спречила је Сулина дипломатска интервенција након које су обе стране повукле снаге натраг. Потписан је десетогодишњи мир који је прекинут избијањем Трећег митридатског рата.